# Картерет, Джон, 2-й граф Гренвиль
Джон Картерет (англ. John Carteret), лорд Картерет; с 1744 года, после смерти своей матери, граф Гренвилл (22 апреля 1690 — 22 января 1763) — британский государственный деятель.
Попав в верхнюю палату на 21-м году жизни, он скоро стал вождём вигов. При распаде министерства вигов в 1717 году Картерет принадлежал к числу противников Уолпола, но с 1721 по 1724 годы был в кабинете Уолпола государственным секретарём Южного департамента.
С 1724 по 1730 годы был лордом-лейтенантом Ирландии; затем стал во главе оппозиции против министерства Уолпола. После падения последнего в 1742 году Картерет был назначен государственным секретарём Северного департамента (министром иностранных дел) и во время войны за австрийское наследство был главным руководителем британской политики. Его податливость ганноверской политике Георга сделала его непопулярным; он вышел из кабинета, сохранив расположение короля, который назначил его президентом Тайного совета.